# Gana Bayarsaikhan

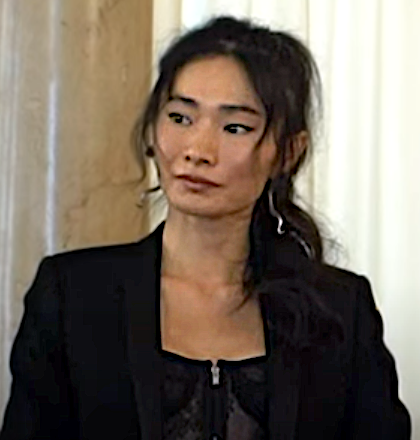
Gana Bayarsaikhan (2019)

Gana Bayarsaikhan (mongolisch Баярсайкан Гана, ᠪᠠᠶᠠᠷᠰᠠᠶᠢᠺᠠᠨ ᠭᠠᠨ᠎ᠠ; * 20. Jahrhundert in der Mongolei) ist eine mongolische Filmschauspielerin und Model.

## Leben
Gana Bayarsaikhan wurde in der Mongolei geboren und wurde in London als Model tätig, zusätzlich nahm sie dort Schauspiel-Unterricht. 2014 gab sie ihr Leinwand-Debüt als Androidin Jade in Ex Machina. 2019 spielte sie das Mädchen in Waiting for the Barbarians. In der britischen Sitcom Intelligence war sie als Tuva Olsen zu sehen.

## Filmografie (Auswahl)
- 2014: Ex Machina
- 2016: Ben-Hur – Sklave Roms (In the Name of Ben Hur)
- 2017: Wonder Woman
- 2018: Sweet Lies (Kurzfilm)
- 2019: Peaky Blinders – Gangs of Birmingham (Fernsehserie, eine Folge)
- 2019: Waiting for the Barbarians
- 2020: Intelligence (Fernsehserie, 6 Folgen)